# Lijst van voetbalinterlands Australië - Tsjechië
Deze lijst van voetbalinterlands is een overzicht van alle officiële voetbalwedstrijden tussen de nationale teams van Australië en Tsjechië. De landen hebben tot op heden twee keer tegen elkaar gespeeld. De eerste ontmoeting, een vriendschappelijke wedstrijd, werd gespeeld in Teplice op 29 maart 2000. Het laatste duel, eveneens een vriendschappelijke wedstrijd vond plaats op 1 juni 2018 in Sankt Pölten (Oostenrijk). Voor het Australisch voetbalelftal was dit een oefenwedstrijd in de voorbereiding op het Wereldkampioenschap voetbal 2018.

## Wedstrijden
| № | Plaats       | Datum         | Competitie        | Wedstrijd            | Uitslag |
| - | ------------ | ------------- | ----------------- | -------------------- | ------- |
| 1 | Teplice      | 29 maart 2000 | Vriendschappelijk | Tsjechië − Australië | 3 − 1   |
| 2 | Sankt Pölten | 1 juni 2018   | Vriendschappelijk | Australië – Tsjechië | 4 – 0   |

## Samenvatting
| Competitie        | Totaal gespeeld | Winst Australië | Gelijk | Winst Tsjechië | Doelsaldo Australië – Tsjechië |
| ----------------- | --------------- | --------------- | ------ | -------------- | ------------------------------ |
| Vriendschappelijk | 2               | 1               | 0      | 1              | 5 − 3                          |
| Totaal            | 2               | 1               | 0      | 1              | 5 − 3                          |

Wedstrijden bepaald door strafschoppen worden, in lijn met de FIFA, als een gelijkspel gerekend.

## Details

### Eerste ontmoeting
| Vriendschappelijk (Teplice, Tsjechië, 29 maart 2000): |              | |
| Tsjechië | 3 – 1        | Australië |
| Milan Fukal 9' Jan Koller 53' Ivo Ulich 67' | goals        | 88' Craig Foster |
| Jozef Chovanec | bondscoach   | Frank Farina |
| Jaromír Blažek Petr Gabriel 38' Karel Rada Milan Fukal Martin Čížek 59' Jiří Němec Pavel Nedvěd Karel Poborský 73' Pavel Verbíř 59' Tomáš Rosický 76' Jan Koller | opstellingen | Željko Kalac 69' Kevin Muscat Shaun Murphy Tony Popović 78' Jason van Blerk Stan Lazaridis Paul Okon Josip Skoko 55' Steve Corica Mark Viduka 69' Paul Agostino |
| Petr Vlček 38' Vratislav Lokvenc 59' Ivo Ulich 59' Radek Bejbl 73' René Wagner 76'                                                                               | wissels      | 55' Craig Foster 69' Luke Casserly 69' Clayton Zane 78' Richard Johnson                                                                                         |
| Karel Poborský 61' | gele kaarten | 5' Kevin Muscat 52' Jason van Blerk |
| - Debuut van Jaromír Blažek (Sparta Praag) voor Tsjechië. |              | |